# 대한민국 핸드볼 국가대표팀
대한민국 핸드볼 국가대표팀은 대한민국을 대표하여 국제 대회에 참가하는 핸드볼 국가대표팀으로 대한핸드볼협회에 의해 운영되고 있다.

## 대회 기록

### 세계 선수권 대회
- 1986 - 12위
- 1990 - 12위
- 1993 - 15위
- 1995 - 12위
- 1997 - 8위
- 1999 - 14위
- 2001 - 12위
- 2007 - 15위
- 2009 - 12위
- 2011 - 13위
- 2013 - 21위

### 아시아 선수권 대회
- 1977 - 2위
- 1983 - 1위
- 1987 - 1위
- 1989 - 1위
- 1991 - 1위
- 1993 - 1위
- 1995 - 2위
- 2000 - 1위
- 2002 - 4위
- 2006 - 2위
- 2008 - 1위
- 2010 - 1위
- 2012 - 1위
- 2014 - 5위
- 2016 - 6위

## 같이 보기
- 대한민국 여자 핸드볼 국가대표팀